# إريك كرون (مقاوم)
إريك كرون (بالدنماركية: Erik Crone) هو مقاوم دنماركي، ولد في 25 سبتمبر 1919 في آرهوس في الدنمارك، وتوفي في 27 فبراير 1945 في Ryvangs Allé ‏ في الدنمارك.